# Джанхоев, Абдул-Хаким
Абду́л-Хаки́м Джанхо́ев (чечен. Хьаки-Молла ;  1870, Урус-Мартан, Российская империя — 1941, Чечено-Ингушская АССР , СССР) — общественный и религиозный деятель Чечни первой половины XX века. Основатель исламского университета в Урус-Мартане.

## Биография
Абдул-Хаким Джанхоев родился в 1870 году в Урус-Мартане в семье Джонхи из тайпа Гендарганой.
В юности проучился религиозным знаниям в Урус-Мартане и Лаха-Ноьвре. В Нижнем Науре (чечен. Лаха Ноьвре) учился в медресе Усмана-Хаджи Хантиева.
После учёбы он работал имамом в центральной части города Урус-Мартан. По его инициативе в Урус-Мартане в начале XX века была построена участковая мечеть (чечен. джамаIат маьждиг), которая в народе стала называться его именем «Хьаькин маьждиг» («Мечеть Хаки»).
Основатель религиозно образовательного университета в Урус-Мартане, считавшегося на тот момент одним из лучших в Чечне и Ингушетии.
В 1937 году был арестован по обвинению в участии в Гойтинском сражении против большевиков. Однако ему удалось сбежать и скрываться от властей до 1940 года. Он умер 24 июля 1941 года в тюрьме. Тайно похоронен родственниками в Урус-Мартане.

## Память
- Мечеть имени Хаки Джанхоева в городе Урус-Мартан.